# Matthew Gray Gubler
Matthew Gray Gubler (/ˈɡuːblər/) (Las Vegas, 9 de março de 1980) é um ator estadunidense, diretor, desenhista, produtor, dublador, escritor e ex-modelo, mais conhecido por seu papel como o jovem gênio Dr. Spencer Reid na série de televisão Criminal Minds, exibida pela CBS, em que também dirigiu doze episódios. Atualmente participa também da série Dollface, exibida pelo Hulu. Gubler é a voz do esquilo Simon Seville, nos filmes Alvin e os Esquilos, Alvin e os Esquilos 2, Alvin e os Esquilos 3 e Alvin e os Esquilos: Na Estrada. Também apareceu nos filmes 500 Dias com Ela, A Vida Marinha com Steve Zissou de Wes Anderson, Magic Valley, Excision, Suburban Gothic, Hot Air, A Vida Depois de Beth, Band of Robbers, 68 Kill, Zoe e Endings, Beginnings.
Gubler dirigiu e criou vários filmes, a maioria deles filmados em sua cidade natal, Las Vegas, bem como em Nova York, antes de sua formatura da NYU. E atualmente um dos atores mais bem pagos da televisão americana. Se destaca ainda como o dublador oficial do personagem Charada nas animações e jogos da DC Comics.
Em 2019, escreveu e ilustrou seu primeiro livro, uma obra infantil chamada Rumple Buttercup.

## Primeiros anos
Nascido e criado em Las Vegas, filho de John Gray Gubler, um advogado e consultor político e Marilyn Kelch Gubler, bacharel em Língua e Literatura Francesa e mestre em Educação Secundária, primeira mulher a atuar como presidente do Partido Republicano estadual. Seu avô Maxwell Kelch foi o primeiro presidente da Câmara de Comércio de Las Vegas e fundou a primeira estação de rádio da cidade (Keno). A irmã de Matthew, Laura Dahl, é uma designer de moda com residência em Nova York. Ele tem um irmão chamado Gray Gubler, nascido em 1994, que apareceu no vídeo da música para a canção Reagan, de Whirlwind Heat (que Matthew também dirigiu). Ele é de ascendência suíço-alemã, alemã, inglesa, irlandesa, escocesa e holandesa.
Frenquentou a The Meadows High School, e obteve a graduação universitária na Las Vegas Academy of International Studies, Performing and Visual Arts, em Las Vegas, onde se especializou em atuação, porque a escola não oferecia sua primeira opção, cinema.
Após sua formação em 1998, frequentou a UC Santa Cruz, na Universidade da Califórnia, em Santa Cruz. Dois anos depois, deixou a Califórnia e se mudou para Nova York, onde se matriculou na New York University's Tisch School of the Arts da Universidade de Nova York, graduando-se em 2002 com especialização em direção de cinema.

## Carreira

### Modelagem
Enquanto estava na NYU Film School, Gubler foi encontrado por um caçador de modelos que o levou a trabalhar, como modelo na DNA Model Management. Ele também foi classificado como o Nº. 46 na lista dos 50 melhores modelos masculinos do site models.com. Ele desfilou para marcas como Tommy Hilfiger, Marc Jacobs, Burberry, Sisley, Louis Vuitton, American Eagle, entre outros.

### Atuação
Gubler estagiou com Wes Anderson, que o encorajou a fazer um teste para um papel em seu filme A Vida Marinha com Steve Zissou. Gubler fez, e conseguiu o papel de Nico (também conhecido como Estagiário #1). Essa participação o levou ao papel de Dr. Spencer Reid em Criminal Minds. Um episódio da série, que se encerra com uma cena do personagem, Spencer Reid, olhando para o cano de uma arma, recebeu as notas mais altas da história do programa (por episódio), sendo visto por mais de 26 milhões telespectadores. Apesar de Matthew ser mais conhecido como ator de televisão, em Criminal Minds, ele também participa da direção da série.
Ele também teve um pequeno papel no filme RV, de 2006, como o infame Joe Joe e dublou o personagem Simon em Alvin e os Esquilos de 2007 e novamente em 2009 em Alvin e os Esquilos 2, ao lado de Jason Lee como Dave, Justin Long como Alvin e Jesse McCartney como Theodore. Ele também participou de filmes independentes como, Magic Valley, Excision, Band of Robbers, Life After Beth além de estrelar em Suburban Gothic, Hot Air, 68 Kill e How to Be a Serial Killer. Voltou a dublar Simon nas sequências Alvin and the Chipmunks 3: Chip-Wrecked e Alvin and the Chipmunks: The Road Chip. Também apareceu em (500) Dias com Ela. Forneceu a voz de Winsor em Scooby Doo! A Lenda do Fantasmassauro. Gubler fez mais alguns trabalhos de dublagem para a linha de filmes originais animados do Universo DC. Ele interpretou Jimmy Olsen em Grandes Astros: Superman e dublou o Charada no filme Batman: Assalto ao Arkham.

### Direção
Enquanto fazia The Life Aquatic com Steve Zissou, Gubler fez um documentário intitulado Matthew Gray Gubler's Life Aquatic Intern Journal (Jornal Interno da Vida Marinha de Matthew Gray Gubler), um "por trás das cenas" das filmagens, que mais tarde foi incluído em alguns lançamentos em DVD. Ele dirigiu e estrelou uma série de "mocumentários" (termo usado nos Estados Unidos para classificar produções crítico/cômicas em que fatos fictícios são apresentados como verídicos em formato de documentário) auto-depreciativos chamados Matthew Gray Gubler: the Unauthorized Documentary (Matthew Gray Gubler: o Documentário Não Autorizado), em que ele parodia o comportamento Hollywoodiano, filmados no set de gravações de Criminal Minds. Gubler dirigiu ainda, além de produzir, dois videoclipes da banda de rock The Killers, Don't Shoot Me Santa e Dirty Sledding.
Gubler dirigiu o episódio Mosley Lane (5x16), que foi ao ar 3 de março de 2010, juntamente com o episódio Lauren (6x18), que foi ao ar um ano depois, em 16 de março de 2011. O episódio incluiu a saída de Paget Brewster da série, que mantém uma amizade com Gubler fora do trabalho no show. Brewster pediu especificamente para Gubler para dirigir seu último episódio, embora tenha sido anunciado mais tarde que ela iria voltar para a temporada 7. Gubler tem regularmente dirigido episódios de Criminal Minds: Heathridge Manor (7x19), que foi ao ar 4 de abril de 2012, The Lesson (8x10), que foi ao ar 5 de dezembro de 2012, Alchemy (8x20), que foi ao ar 1 de maio de 2013, Gatekeeper (9x7), que foi ao ar 6 de novembro de 2013, Blood Relations (9x20), que foi ao ar 2 de abril de 2014 e Mr. Scratch (10x21), que foi ao ar 22 de abril de 2016. Dirigiu a saída de Derek Morgan no episódio A Beautiful Disaster (11x18), que foi ao ar 23 de março de 2016. Ainda, dirigiu Elliott's Pond (12x06), transmitido em 16 de novembro de 2016, The Capilanos (13x17), transmitido em 21 de março de 2018 e na mais recente temporada The Tall Man (14x05), transmitido em 31 de outubro de 2018.

### Pintura
Desde 2005, Gubler tem posto pinturas em seu site. Sua mídia inclui aquarela, guache, óleo e pastel. Em setembro de 2005, a Galeria de Belas Artes em Ostrava, República Tcheca, realizou uma mostra de 12 aquarelas por Gubler. Todas as obras foram vendidas. Em 6 de setembro de 2008, sua arte foi apresentada em um show de grupo intitulado "Paper Cuts" na Galeria de Arte Little Bird em Atwater Village, Califórnia. Gubler contribuiu com uma pintura de "Sandy The Mammoth" para o Western Heritage Museum & Lea County Cowboy Hall of Fame. Em julho de 2010, suas pinturas foram destaque na revista Juxtapoz. Em outubro de 2011, uma aquarela original de Gubler intitulada "Mushface" foi vendida no site de leilões eBay por U$ 10.100. Gubler doou os rendimentos ao Smith Center For The Performing Arts em Las Vegas, Nevada.
As pinturas de Gubler foram destacadas em uma entrevista de 2013 no site BuzzFeed.

### Escrita
Bestseller número 1 do New York Times, escrito e ilustrado por Gubler, o livro infantil Rumple Buttercup: A story of bananas, belonging and being yourself (Rumple Buttercup: Uma história de bananas, pertencimento e ser você mesmo) foi publicado em 02 de abril de 2019, pela Random House Books for Young Readers, um selo infantil da editora Penguin Random House. Inicialmente planejou auto publicar o trabalho, mas decidiu que a Random House seria uma boa opção para ele em sua primeira reunião: “Os editores da Random House chegaram à reunião com cascas de banana na cabeça e fiquei imediatamente encantado".
Publicado como um livro infantil, Gubler diz que é para todas as idades "para quem já sentiu que não se encaixava, para fazê-los saber que não estão sozinhos... Minha esperança em escrever o livro foi encontrar uma maneira de dar ao mundo um abraço de 136 páginas ". Ele escreveu todo o livro à mão, "todas as palavras, todas as ilustrações, inclusive o código de barras e a extensa página de direitos autorais".
"A história fala de um monstro sensível chamado Rumple Buttercup, que é tão constrangido com sua aparência - pele verde, cinco dentes tortos e três fios de cabelo - que teme ser rejeitado pelas pessoas, então passa a vida se escondendo em um esgoto. Ele surge apenas à noite, usando uma casca de banana na cabeça como disfarce. Eventualmente, ele descobre que as pessoas realmente o aceitam, apesar de suas diferenças".

## Vida Pessoal
Gubler divide seu tempo entre Los Angeles, Las Vegas e Nova York.
Quanto aos seus relacionamentos, o ator namorou Eve Wind no começo de 2004. Em seguida emendou uma relação com a modelo Charlotte Kemp Muhl, de 2004 a 2005. Em 2007, esteve em um relacionamento de alguns meses, de janeiro a agosto, com a também atriz Kat Dennings, os dois ainda são amigos e em 2014, protagonizaram o filme de terror Suburban Gothic e em 2019 a série de comédia do Hulu Dollface. Há rumores de que o ator namorou Marisa Morris por dois anos, embora não se saiba muito sobre o relacionamento em particular, a relação data de 2008 a 2010. Em 2010, foi visto na companhia da cantora, tecladista e guitarrista do Cobra Starship, Victoria Asher. Gubler supostamente ainda se relacionou com Rachel Bourlier, depois de a conhecer no 51º Festival de Televisão de Monte Carlo em 2011. Depois disso, ele se juntou a modelo Ali Michael, os dois ficaram juntos por cerca de três anos terminando em 2013. Rumores constam que o ator ainda teve uma breve relação com a atriz e modelo Cara Delevingne.
Em 2009, Gubler deslocou seu joelho enquanto dançava, nas filmagens do filme 500 Days of Summer. A lesão o deixou incapaz de andar por mais de quatro meses e exigiu três procedimentos cirúrgicos e o uso de muletas e bengalas por quase um ano.
Em 27 de outubro de 2014, Gubler tornou-se um ministro certificado e oficializou o casamento de seus melhores amigos Paget Brewster (parceira de elenco de Criminal Minds) e Steve Damstra, em 29 de novembro de 2014 em Los Angeles.

## Filmografia
| Filmes | Filmes                                  | Filmes                                                           | Filmes                   | Filmes                                                |
| Ano    | Título                                  | Título em português                                              | Personagem               | Notas                                                 |
| ------ | --------------------------------------- | ---------------------------------------------------------------- | ------------------------ | ----------------------------------------------------- |
| 2004   | The Life Aquatic with Steve Zissou      | br: A Vida Marinha com Steve Zissou pt: Um Peixe Fora de Água    | Nico/Estagiário 1        | Longa-metragem                                        |
| 2006   | RV                                      | br: Férias no Trailer pt: Com a Casa às Costas                   | Joe Joe                  | Longa-metragem - Participação                         |
| 2007   | Alvin and the Chipmunks                 | br / pt: Alvin e os Esquilos                                     | Simon Seville            | Animação - Voz                                        |
| 2008   | The Great Buck Howard                   | br: A Mente que Mente                                            | Russell                  | Longa-metragem - Participação                         |
| 2008   | How to Be a Serial Killer               | br: Como Ser um Serial Killer                                    | Bart                     | Longa-metragem                                        |
| 2009   | (500) Days of Summer                    | br: (500) Dias com Ela pt: (500) Dias com Summer                 | Paul                     | Longa-metragem                                        |
| 2009   | Alvin and the Chipmunks: The Squeakquel | br: / pt: Alvin e os Esquilos 2                                  | Simon Seville            | Animação - Voz                                        |
| 2011   | All-Star Superman                       | br: Grandes Astros: Superman                                     | Jimmy Olsen              | Animação - Voz                                        |
| 2011   | Scooby-Doo Legend of the Phantosaur     | br: Scooby Doo! A Lenda do Fantasmassauro                        | Winsor                   | Animação - Voz                                        |
| 2011   | Magic Valley                            |                                                                  | Mok                      | Longa-metragem                                        |
| 2011   | Alvin and the Chipmunks: Chipwrecked    | br: Alvin e os Esquilos 3: Naufragados pt: Alvin e os Esquilos 3 | Simon Seville            | Animação - Voz                                        |
| 2012   | Excision                                |                                                                  | Mr. Claybaugh            | Longa-metragem                                        |
| 2014   | Life After Beth                         | br: A Vida Depois de Beth                                        | Kyle Orfman              | Longa-metragem                                        |
| 2014   | The Learning Curve                      |                                                                  | David Sedaris            | Curta-Metragem                                        |
| 2014   | Suburban Gothic                         |                                                                  | Raymond                  | Longa-metragem - Screamfest Award de Melhor Ator      |
| 2014   | Batman: Assault on Arkham               | br: Batman: Ataque ao Arkham                                     | Edward Nygma / O Charada | Animação - Voz                                        |
| 2014   | Beautiful Girl                          |                                                                  | Ziggy                    | Longa-metragem                                        |
| 2014   | Desire                                  |                                                                  | James                    | Curta-metragem                                        |
| 2015   | Band of Robbers                         |                                                                  | Joe Harper               | Longa-metragem - Atuou também como produtor executivo |
| 2015   | Alvin and the Chipmunks: The Road Chip  | br: Alvin e os Esquilos 4: Na Estrada pt: Alvin e os Esquilos 4  | Simon Seville            | Animação - Voz                                        |
| 2016   | Trash Fire                              |                                                                  | Caleb                    | Longa-metragem - Participação                         |
| 2016   | Hot Air                                 |                                                                  | Lesley                   | Longa-metragem                                        |
| 2017   | Newnness                                |                                                                  | Paul                     | Longa-metragem - Participação                         |
| 2017   | 68 Kill                                 |                                                                  | Chip                     | Longa-metragem                                        |
| 2018   | Zoe                                     | br / pt: Zoe                                                     | Michael                  | Longa-metragem - Participação                         |
| 2019   | Endings, Beginnings                     |                                                                  | Adrian                   | Longa-metragem                                        |
| 2020   | Horse Girl                              | br: Entre Realidades                                             | Darren Colt              | Longa-metragem - Participação                         |
| 2020   | Beginner's Luck                         |                                                                  | Franklin                 | Curta-metragem                                        |
| 2021   | King Knight                             |                                                                  | Thorn                    | Pós-produção                                          |

| Televisão | Televisão                                         | Televisão                | Televisão      | Televisão                                                      |
| Ano       | Título                                            | Título em português      | Personagem     | Notas                                                          |
| --------- | ------------------------------------------------- | ------------------------ | -------------- | -------------------------------------------------------------- |
| 2005-2020 | Criminal Minds                                    | br/pt: Mentes Criminosas | Spencer Reid   | Série de tv - Peoples Choice Awards de Melhor Drama Criminal   |
| 2006      | Matthew Gray Gubler: The Unauthorized Documentary |                          | Strudel Goolar | Documentário                                                   |
| 2007      | Up Close with Carrie Keagan                       |                          | Ele Mesmo      | Talk Show - Convidado                                          |
| 2010      | Swan... One Man's Journey                         |                          | Ele Mesmo      | Documentário                                                   |
| 2011      | The Daily Habit                                   |                          | Ele Mesmo      | Talk Show - Convidado                                          |
| 2011      | Celebrity Ghost Stories                           |                          | Ele Mesmo      | Série Documental                                               |
| 2012      | The Late Late Show with Craig Ferguson            |                          | Ele Mesmo      | Talk Show - Convidado                                          |
| 2012      | The Beauty Inside                                 |                          | Alex #42       | Minissérie - Daytime Emmy Awards de Programa ou Série Original |
| 2014-2020 | The Talk                                          |                          | Ele Mesmo      | Talk Show - Convidado                                          |
| 2014      | El Hormiguero MX                                  |                          | Ele Mesmo      | Talk Show - Convidado                                          |
| 2014      | That's My Entertainment                           |                          | Ele Mesmo      | Talk Show - Convidado                                          |
| 2014      | The Playboy Morning Show                          |                          | Ele Mesmo      | Talk Show - Convidado                                          |
| 2015      | Welcome To The Basement                           |                          | Ele Mesmo      | Série de tv - Participação em arquivo de imagem                |
| 2016      | @midnight                                         |                          | Ele Mesmo      | Game Show                                                      |
| 2016      | Made In Hollywood                                 |                          | Ele Mesmo      | Talk Show - Convidado                                          |
| 2019      | Camp Confessions                                  |                          | Ele Mesmo      | Série de tv - Episódio The Boyzzz Downtown                     |
| 2019      | Dollface                                          |                          | Wes            | Série de tv - Participação                                     |
| 2020      | Entertainment Tonight                             |                          | Ele Mesmo      | Talk Show - Convidado/Co-apresentador                          |
| 2020      | Moonlight                                         |                          | Homem          | Vídeo Musical da banda Future Island                           |
| 2021      | Cinema Toast                                      |                          | Ele Mesmo      | Série de tv - Voz - Episódio After The End                     |

| Direção     | Direção                                           | Direção                                                            |
| Ano         | Título                                            | Notas                                                              |
| ----------- | ------------------------------------------------- | ------------------------------------------------------------------ |
| 2002        | Dead Or Retarded                                  | Curta-metragem                                                     |
| 2005        | Matthew Gray Gubler's Life Aquatic Intern Journal | Documentário de curta-metragem, também produtor, escritor e editor |
| 2005        | The Cactus That Looked Just Like a Man            | Curta-metragem, também produtor, escritor e editor                 |
| 2005        | Claude: A Symphony of Horror                      | Curta-metragem                                                     |
| 2006 - 2020 | Matthew Gray Gubler: The Unauthorized Documentary | Documentário, também produtor e escritor                           |
| 2006        | Reagan                                            | Videoclipe da banda Whirlwind Heat's                               |
| 2007        | Don't Shoot Me Santa                              | Videoclipe da banda The Killers, também produtor e editor          |
| 2010-2019   | Criminal Minds                                    | Episódio Mosley Lane                                               |
| 2010-2019   | Criminal Minds                                    | Episódio Lauren                                                    |
| 2010-2019   | Criminal Minds                                    | Episódio Heathridge Manor                                          |
| 2010-2019   | Criminal Minds                                    | Episódio The Lesson                                                |
| 2010-2019   | Criminal Minds                                    | Episódio Alchemy                                                   |
| 2010-2019   | Criminal Minds                                    | Episódio Gatekeeper                                                |
| 2010-2019   | Criminal Minds                                    | Episódio Blood Relations                                           |
| 2010-2019   | Criminal Minds                                    | Episódio Mr. Scratch                                               |
| 2010-2019   | Criminal Minds                                    | Episódio A Beautiful Disaster                                      |
| 2010-2019   | Criminal Minds                                    | Episódio Elliott's Pond                                            |
| 2010-2019   | Criminal Minds                                    | Episódio The Capilanos                                             |
| 2010-2019   | Criminal Minds                                    | Episódio The Tall Man                                              |
| 2015        | Dirt Sledding                                     | Videoclipe da banda The Killers, também produtor                   |

## Curiosidades
- É um grande fã de Guerra nas Estrelas (1977).
- Seu programa de TV favorito é a série da HBO Carnivàle (2003).
- Seu diretor favorito é Wes Anderson.
- É fã do comediante Andy Kaufman.
- Seu autor preferido é Edgar Allan Poe.
- Gosta de ter suas coisas com monogramas.
- Gubler e Paget Brewster são melhores amigos na vida real.
- Afirmou que seu beijo com Amber Heard, no episódio de Criminal Minds, Somebody's Watching (01x18), foi seu primeiro beijo na tela.
- Um episódio da série, que se encerra com uma cena do personagem, Spencer Reid, olhando para o cano de uma arma, obteve a maior audiência da história do programa. The Big Game (02x14) foi visto por mais de 26 milhões telespectadores.
- Em alguns episódios da série Criminal Minds usa óculos de grau Ray-Ban por ser extremamente míope.
- Admitiu ter tido uma queda por A.J. Cook, nas primeiras temporadas de Criminal Minds.
- Sua irmã, Laura Dahl, uma designer de moda, já fez o figurino em vários episódios ao longo da série Criminal Minds.
- Não gosta que lhe chamem de "Matt", como revelado em uma entrevista: "Não gosto da palavra Matt, nem que me chamem Matt. Era a palavra usada pelos que me maltratavam na escola. Por isso prefiro que não a usem."
- Seu hábito de nunca usar meias iguais foi transmitido por sua avó que desde cedo lhe disse que usar meias trocadas lhe traria boa sorte, sendo interpretado que o inverso, traria azar. Uma das poucas vezes em que usou meias iguais, estava filmando uma cena em A Vida Marinha com Steve Zissou (2004) onde acabou torcendo o tornozelo, cena que foi mantida no filme.
- Ele é o único ator principal a ser creditado em todos os episódios da série Criminal Minds.
- Devido ao acidente do ator em 2009, os roteiristas de Criminal Minds incluíram a lesão em seu personagem, Dr. Reid, na quinta temporada. No primeiro episódio Nameless, Faceless (05x01), Reid é baleado na perna por um suspeito, protegendo um médico que o assassino tinha como alvo. O personagem passa então a utilizar muletas e bengalas nos dez episódios seguintes, até que volta a andar normalmente no episódio The Uncanny Valley (05x12).
- Seu personagem em Criminal Minds Dr. Spencer Reid possui várias características em comum como: o gosto por mágica e Halloween, a mesma cidade natal, Las Vegas, e o hábito de usar meias trocadas.
- Os desenhos vistos em Criminal Minds, nos episódios Sex, Birth, Death (02x11) e Mr. Scratch (10x21) foram feitos pelo ator, dispensando o uso do material feito pelo departamento de arte da série.
- Entre a primeira e segunda temporada de Criminal Minds, sofreu de acalasia, uma condição que o impedia de engolir alimentos sólidos, até que fez uma cirurgia corretiva que o impediu de comer diversos alimentos por quase um mês.
- De acordo com uma nota de sua aparição no programa "Oddities", tem uma costela extra em seu lado esquerdo.
- É descrito pelos colegas de elenco de Criminal Minds como um mestres dos truques e brincadeiras no set.
- Criou uma cerimônia de premiação de Criminal Minds chamada de "Goobie Awards", onde apresenta prêmios para a equipe em categorias como "Melhor Pêlo Facial" e "Sotaque Mais Louco".
- É um membro do clube exclusivo de mágica, Magic Castle. Para entrar é exigido que a pessoa seja capaz de realizar magia boa o suficiente para ganhar uma associação.
- Segundo Shemar Moore, Gubler tem uma memória fotográfica.
- Possui como animais de estimação, um cachorro, um cervo e uma coruja que vivem perto de sua residência.